# Я душу сжёг…
«Я душу сжёг…» — альбом поэта и автора-исполнителя К. И. Ривеля, выпущенный в 2007 году, посвященный тематике Белого движения и Гражданской войны.

## Об альбоме
Альбом входит в цикл песен «Белый ветер» и является существенно дополненным переизданием одноименного альбома «Белый ветер» 2005 года; содержит 24 трека.

### Название
В название альбома вынесены пронзительные слова одной из песен К. И. Ривеля «Я душу сжег…»: «песни, действительно, жгущей душу и рвущей её, особенно в авторском исполнении». В песнях альбома слышна музыка полковых оркестров, свист кавалерийской лавы, раскаты орудийных выстрелов, стук пулеметов, залпы ночных расстрелов и фырканье усталых коней на кровавых дорогах Гражданской войны.

### Оформление
Оформление альбома на CD в исполнении В. Рогге призвано символизировать Россию, разломленную в ходе войны на две части: «белую» и «красную».

### Тематика
В состав альбома вошли песни, посвященные памяти таких вождей Белого движения как Верховный правитель и Верховный главнокомандующий адмирал А. В. Колчак, Главнокомандующий Добровольческой армии генерал Л. Г. Корнилов, песни памяти участников Ледяного похода, памяти воинов-корниловцев; а также ещё 20 композиций по тематике Белой борьбы и Гражданской войны в России.

## Список композиций
1. Памяти юнкеров
2. Я из сталинской щепки пророс…
3. От добра пишу, от зла ли…
4. Исходит память холодами запредельными…
5. Бегу не от жизни… (Памяти генерала Л. Г. Корнилова)
6. Холод вечного огня… (Памяти адмирала А. В. Колчака)
7. Мне от мыслей, видений… (Памяти участников Ледяного похода)
8. На локте, согнутом винтовка… (Памяти корниловцев)
9. Ах, память, чёрный зрак ствола…
10. Моя жизнь…
11. Африканское солнце Бизерты…
12. Вы помните осень…
13. Белый ветер
14. Мы вернёмся…
15. Время, память, календарь…
16. Жизнь — горящая свечка…
17. Моя тюрьма — минувшие года…
18. День рожденья Государя
19. Колокольные звоны…
20. Нет поражений, побед…
21. Отгорели пожары…
22. Ой, ты, время воронёное…
23. Смотрит в небо душа…
24. Было Время богов…

## В создании альбома участвовали…
К. Ривель — автор стихов, текстов песен и музыки, вокал, гитара.
А. Ривель — соло-гитара, запись, сведение, мастеринг.
Компакт-диск создан под попечительством петербургской фирмы «Балтийский эскорт».

## Отзывы
Благословляя поэта, Иеромонах РПЦЗ Варсонофий дает такой отзыв на альбом о Гражданской войне «Я душу сжёг…»:
С радостью узнал о скором выходе нового альбома песен петербургского поэта и автора-исполнителя Кирилла Ривеля. Его стихи и песни наполнены имперским духом, любовью к Исторической России и болью за неё. 
 
И очень знаменательно, что в название своего альбома автор вынес пронзительные слова одной из своих песен «Я душу сжег…»: песни, действительно, жгут душу и рвут её, особенно в авторском исполнении. В них слышны полковые оркестры, топот кавалерийской лавы, орудийные раскаты, перестук пулеметов, залпы ночных расстрелов и фырканье усталых коней на кровавых дорогах Гражданской войны. 
 
Стихи и песни поэта направлены к тем, кому дорога Историческая Россия, кто любит Её, и Её лучших сынов — Белых воинов, боровшихся за нашу Россию и явивших невозмутимую выдержку в исполнении своего высокого патриотического долга, запечатлевшегося в них с суворовской доблестью и скобелевской отвагой. 
 
Поэт пишет о тех, чья жизнь проходила в условиях сплошного подвига, за кем осталось их незапятнанное прошлое и беспредельная любовь к Родине. 
 
Все это мы услышим в новом альбоме Кирилла Игоревича, обо все, что пишет поэт о Белых воинах — соделывает слушателя таким же сыном своего Отечества.